# 印欧学
印欧学（英語：Indo-European studies）是一门研究印欧语系诸语言的规律以及原始印欧语的发展历程、原始印欧人的起源与扩散问题的学科。

## 历史

### 对印欧语系的探索
公元前4世纪时，古代南亚的语言学家波你尼已经注意到美索不达米亚地区的语言与印度地区的语言有相似之处。公元前1世纪时，罗马人注意到到拉丁语与希腊语有相似之处。
从圣奥古斯丁时代一直到文艺复兴，欧洲一直认为所有的语言是从希伯来语演变而来，约瑟夫·尤斯图斯·斯卡利杰（荷蘭語：Joseph Justus Scaliger,1540年—1609年）是第一个向这个观点发起挑战的人，他比较了“神（Dyēus）”这个词在希腊语、日耳曼语族、罗曼语族、斯拉夫语族中的写法。1710年时，神圣罗马帝国学者莱布尼茨将均变论和渐变论引进语言学研究之中，他相信语言可能有一个共同来源，但是他不认为语言都是从希伯来语演变而来。
在12世纪时，欧洲很多语言之间的相似性开始被人们发现，在冰岛，人们已经认识到了冰岛语与英语的相似性。威尔士的杰拉德大胆的提出了威尔士语、康沃尔语、布列塔尼语有着共同源头的假说。13世纪时，意大利诗人但丁·阿利吉耶里发现了罗曼语族诸语言存在着相似性。16世纪时，去印度的欧洲人意识到了印度地区的语言与欧洲语言的相似性，菲力波·萨塞迪还写了一份关于梵语与意大利地区所使用的语言有着惊人相似之处的报告。
1647年，荷兰学者马库斯·祖依斯·凡·博克斯霍恩大胆的提出了荷兰语、希腊语、拉丁语、波斯语、德语源于同一个的原始语的假说，他把这个原始语叫做“斯基台语”。1654年他发表自己的学说时又加进了斯拉夫语族、凯尔特语族、波罗的语族的语言。
1786年，英国语言学威廉·琼斯在亚洲学会宣读了《三周年演说》，演说的部分内容如下：
|  | 梵语不管多么古老，它的结构是令人惊叹的，它比希腊语更完美，比拉丁语更丰富，比二者更精练，但是与它们在动词词根方面和语法形式方面都有很显著的相似性，这不可能是偶然出现的，这种相似性如此显著，没有一个考察这三种语言的语言学家会不相信它们同出一源，这个源头可能已不复存在；同样有理由（虽然这理由的说服力不是特别强）认为，哥特语和凯尔特语尽管夹杂了迥异的文法，还是与梵语同源；假如这里有篇幅讨论与波斯的历史有关的问题，或许能把古波斯语加入同一个语系。 |

威廉·琼斯指出了梵语与拉丁语和希腊语有惊人地相似之处并指出了“原始语”的存在，他的这篇演说被认为是历史比较语言学的开端。同一年他发表了著作《梵语》，他将由“原始语”分化下来的语言分为六个系统：梵语系统、波斯系统、希腊系统、日耳曼系统、凯尔特系统。虽然同后人相比，他的观点不够精确并且他把不是印欧语系语言的日语、汉语、埃及语放进去分类，但这已经是一个很大的进步。
之后弗兰茨·博普、奥古斯特·施莱谢尔、卡尔·勃鲁格曼、弗迪南·德·索绪尔语言学家用历史比较语言学和其他方法对印度语和欧洲各语言的语音系统、形态系统、语法和语汇进行比较、研究，得出了一些比较重要的结论。

### 对印欧语人起源的探索
关于印欧语系诸语言为何如此相似的问题，学术界也提出了自己的看法。德国语言学家奥古斯特·施莱谢尔的谱系树理论认为存在将原始印欧语的一群人，他们因为被隔绝开来，才导致欧洲与印度的这些语言非常相似。另一位德国语言学家约翰内斯·弗里德里希·海因里希·施密特则提出了波浪理论，他认为不同的语言向波浪一样终究会相交到一起，即不同的语言会有越来越多的相似性。
支持奥古斯特·施莱谢尔谱系树理论的人开始研究原始印欧人的起源问题，目前原始印欧人的起源地有高加索起源说、安纳托利亚起源说、走出印度说、亚美尼亚起源说等。

## 研究方法
- 大量比较法
- 内部构拟法
- 比照法

## 書目

### 印歐語言
- Mattias Fritz、Michael Meier-Brügger著，Indogermanische Sprachwissenschaft，第10版，de Gruyter 2020版。